# مجمع کاردینال‌ها

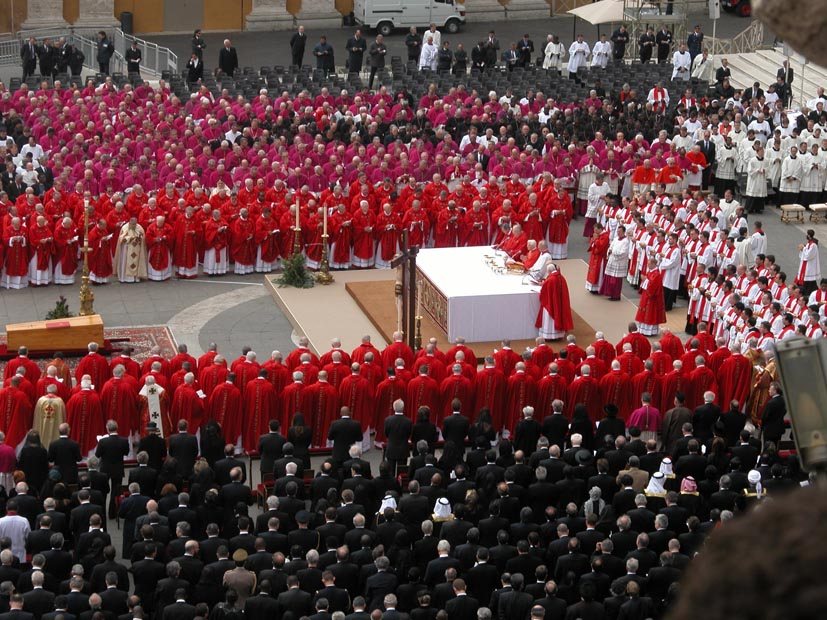
اعضای قرمزپوش مجمع کاردینال‌ها در مراسم تشییع ژان پل دوم.

مجمع کاردینال‌ها پیشتر موسوم به مجمع مقدس کاردینال‌ها سازمانی متشکل از کاردینال‌های کلیسای کاتولیک است که در حال حاضر ۲۵۲ عضو دارد. اعضای این مجمع را پاپ انتخاب می‌کند و ایشان تا آخر عمر عضو مجمع می‌مانند.